# Lijst van voetbalinterlands Bosnië en Herzegovina - Israël (vrouwen)
Deze lijst van voetbalinterlands is een overzicht van alle officiële voetbalinterlands tussen de nationale vrouwenteams van Bosnië en Herzegovina en Israël. De landen hebben tot nu toe vijf keer tegen elkaar gespeeld.

## Wedstrijden
| № | Plaats   | Datum            | Competitie           | Wedstrijd                      | Uitslag |
| - | -------- | ---------------- | -------------------- | ------------------------------ | ------- |
| 1 | Bat Yam  | 8 april 1998     | WK 1999 kwalificatie | Israël − Bosnië en Herzegovina | 5 − 0   |
| 2 | Vogošća  | 18 augustus 1998 | WK 1999 kwalificatie | Bosnië en Herzegovina − Israël | 4 − 1   |
| 3 | Sarajevo | 23 november 2006 | EK 2009 kwalificatie | Bosnië en Herzegovina − Israël | 2 − 5   |
| 4 | Haifa    | 12 november 2019 | EK 2022 kwalificatie | Israël − Bosnië en Herzegovina | 1 − 3   |
| 5 | Zenica   | 5 maart 2020     | EK 2022 kwalificatie | Bosnië en Herzegovina − Israël | 1 − 0   |

## Samenvatting
| Competitie      | Totaal gespeeld | Winst Bosnië en Herzegovina | Gelijk | Winst Israël | Doelsaldo Bosnië en Herzegovina – Israël |
| --------------- | --------------- | --------------------------- | ------ | ------------ | ---------------------------------------- |
| WK-kwalificatie | 2               | 1                           | 0      | 1            | 4 − 6                                    |
| EK-kwalificatie | 3               | 2                           | 0      | 1            | 6 − 6                                    |
| Totaal          | 5               | 3                           | 0      | 2            | 10 − 12                                  |